# Macriana in Mauretania
Macriana in Mauretania est le nom d'un diocèse de l'église primitive aujourd'hui désaffecté. Ce lieu, inconnu des géographes antiques, est situé en Maurétanie Sitifienne, dans l'actuelle Algérie. Le diocèse paraît dans une notice de 482, et trois de ses évêques sont signalés dans des sources antiques:
- Deuterius, évêque donatiste, avant 380, cité par le donatiste Tychonius ;
- Felix, évêque catholique ayant abandonné depuis peu le donatisme, est présent à une conférence à Carthage en 411 ;
- Restitut, convoqué en 484 à Carthage par le roi Hunéric, avant d'être condamné à l'exil[1].

Le nom de ce diocèse disparu est utilisé comme siège titulaire pour un évêque chargé d'une autre mission que la conduite d'un diocèse contemporain.
Il est actuellement porté par Reginei José Modolo, évêque auxiliaire de Curitiba.

## Liste des évêques contemporains titulaires
| Début            | Fin              | Nat.       | Nom                               | Fonction exercée                             |
| ---------------- | ---------------- | ---------- | --------------------------------- | -------------------------------------------- |
| 5 septembre 1964 | 11 décembre 1968 | États-Unis | Francis Reh                       | Recteur du Pontifical North American College |
| 25 juin 1974     | 7 juillet 1978   | Canada     | John Michael Sherlock             | Évêque auxiliaire de London (Ontario)        |
| 5 juin 1979      | 6 août 2010      | Mexique    | Francisco Maria Aguilera González | Évêque auxiliaire de Mexico                  |
| 5 janvier 2011   | 20 mai 2015      | France     | Laurent Dognin                    | Évêque auxiliaire de Bordeaux                |
| 21 juillet 2015  | 2 juin 2022      | États-Unis | Robert Barron                     | Évêque auxiliaire de Los Angeles             |
| 7 décembre 2022  |                  | Brésil     | Reginei José Modolo               | Évêque auxiliaire de Curitiba                |

## Sources
- (en) Siège titulaire de Macriana in Mauretania sur catholic-hierarchy